# ダンテ・アリギエーリ
ダンテ・アリギエーリ（イタリア語:Dante Alighieri、1265年 - 1321年9月14日）は、イタリア都市国家フィレンツェ出身の詩人、哲学者、政治家。政界を追放され放浪生活を送り文筆活動を続けた。
ダンテの代表作は古代ローマの詩人ウェルギリウスと共に地獄（Inferno）、煉獄（Purgatorio）、天国（Paradiso）を旅するテルツァ・リーマで構成される叙事詩『神曲（La Divina Commedia）』であり、他に詩文集『新生（La Vita Nuova）』がある。イタリア文学最大の詩人で、大きな影響を与えたとされるルネサンス文化の先駆者と位置付けられている。

## 生涯

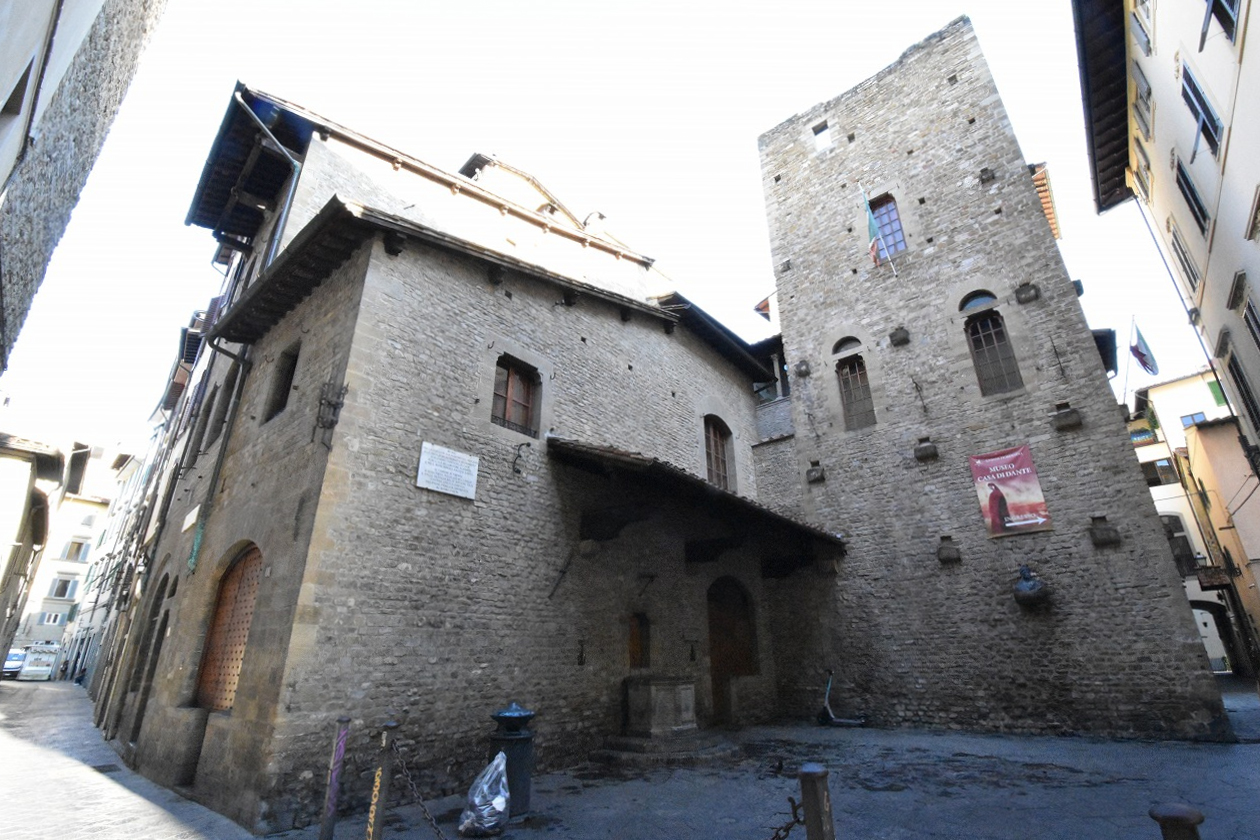
フィレンツェにあるダンテの生家。1900年前後に再建されたもので、向かって左側の建物内でダンテが生まれた。

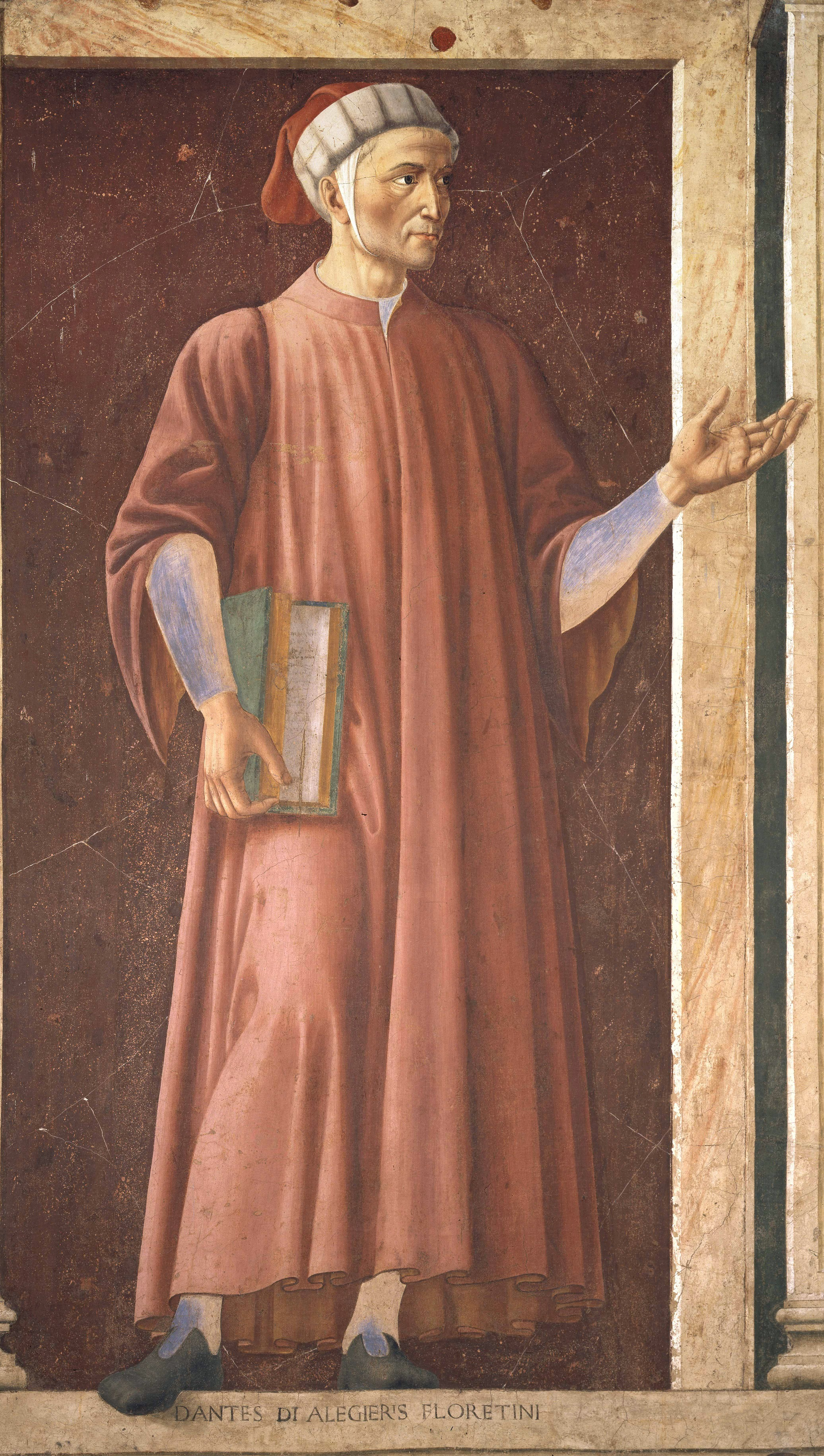
ダンテ・アリギエーリ

### 誕生

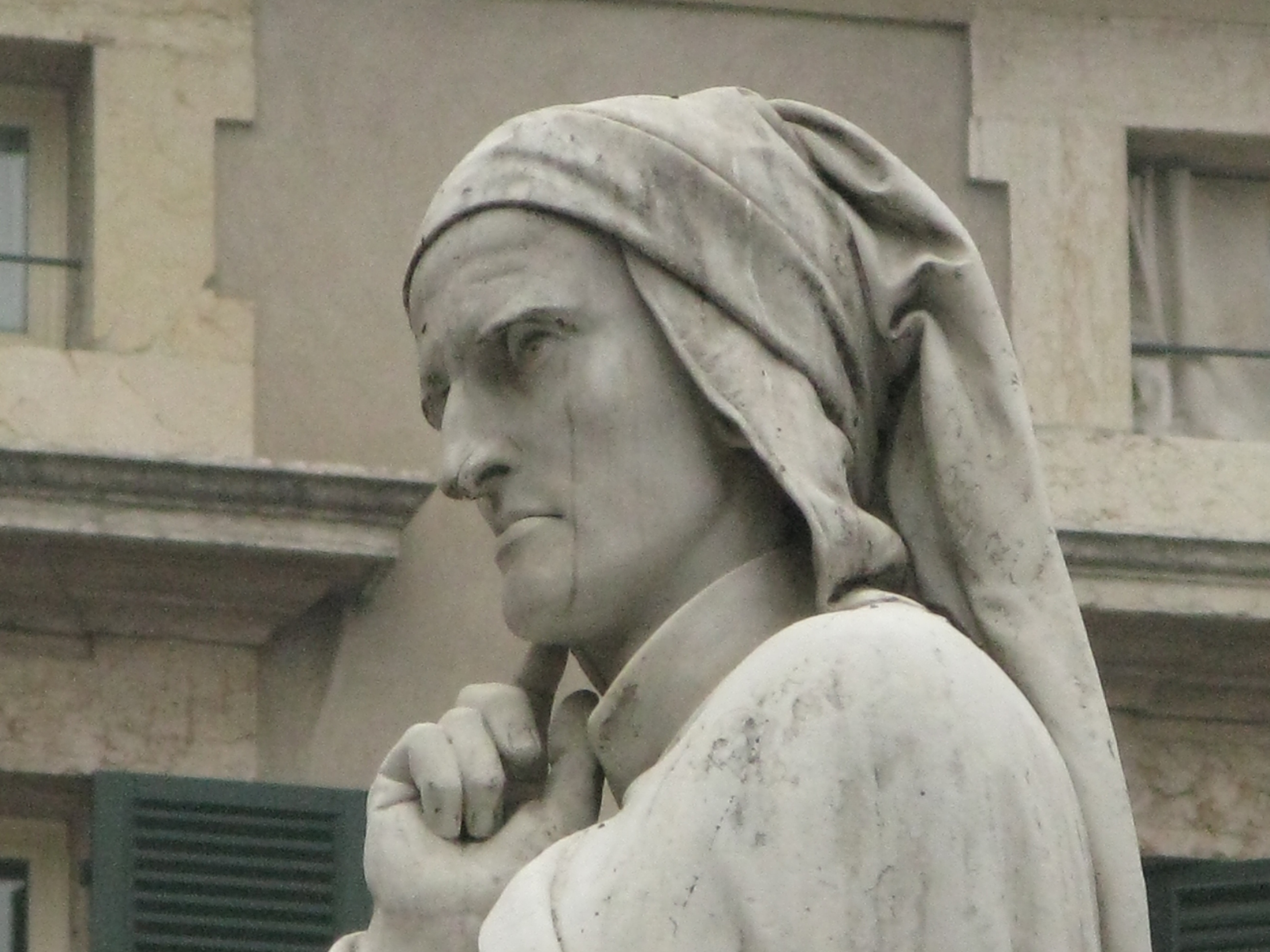
ヴェローナのシニョーリ広場にある、ダンテ像

1265年に、イタリアの中部地域にあるトスカーナ地方のフィレンツェの町で金融業を営む教皇派（ゲルフ）の小貴族の父アリギエーロ・ディ・ベッリンチョーネ（Alaghiero（Alighieroとも） di Bellincione）とその妻ベッラ（Bella）の息子として生まれた。ダンテの先祖にはドイツ王であったコンラート3世に仕え、第2回十字軍に参加して1148年にイスラム教徒と戦い、戦死した曽々祖父カッチャグイーダ（1091年 - 1148年頃）がいることは『神曲』天国篇第15歌の第133行から第135行で明らかになる。
| 「                                                                        | マリア――唱名の聲高きを開きて――我を加へ給へり、汝等の昔の授洗所にて我は基督教徒となり、カッチアグイーダとなりたりき | 」 |
| —『神曲』天国篇第15歌 第133行から第135行（山川丙三郎訳『神曲 天堂』より） | |    |

ダンテは生後、聖ジョヴァンニ洗礼堂で洗礼を受け「永続する者」の意味を持つドゥランテ・アリギエーリ（Durante Alighieri）と名付けられた。なお「ダンテ（Dante）」は、ドゥランテの慣習的短縮形である。

ダンテの正確な誕生日は明らかではないが、『神曲』天国篇第22歌の第109行から第117行の中にその手掛かりが見られる。
| 「                                                                        | わがかの金牛に續く天宮を見てその内に入りしごとく早くは汝豈指を火に入れて引かんや あゝ榮光の星よ、大いなる力滿つる光よ、我は汝等よりわがすべての才（そはいかなるものなりとも）の出づるを認む 我はじめてトスカーナの空氣を吸ひし時、一切の滅ぶる生命の父なる者、汝等と共に出で汝等とともに隠れにき | 」 |
| —『神曲』天国篇第22歌 第109行から第117行（山川丙三郎訳『神曲 天堂』より） | |    |

この記述によると、ダンテがトスカーナに生を享けたのは、全ての生命の父たる太陽が黄道十二宮の金牛宮に続く双児宮のもとに懸っていた間ということが分かる。すなわち、双児宮のダンテの誕生日は、1265年の5月半ばから6月半ばにかけての間と考えられている。

### 少年時代
少年時代のダンテについての確たる記録は乏しく、どのような成長過程を送ってきたかは定かではない。修道院で見習い修道士として修行してきたとも、没落貴族の子弟として世俗の中で育ってきたとも言われており、諸説は一致を見ない。多くのダンテの伝記は、ダンテ自身の作品である『新生』や『神曲』の記述に頼っており、生年月日すら詩文からの推定による他ないのである。だが、少なくとも成長の過程でラテン語の古典文法や修辞学、哲学などを学んできたと思われる。
ダンテが最も敬愛する師として『神曲』に登場させているのは、『宝典』を著したイタリアの哲学者で有力な政治家のブルネット・ラティーニである。ダンテはおそらく18歳の頃にラティーニから修辞学や論理学などを学んだとされており、『神曲』地獄篇第15歌で、男色の咎ゆえに炎熱地獄に配しながらも「人間が生きる道」を教えてくれた旧師に対する敬慕を忘れていない。
また、ダンテは古代ローマの詩人ウェルギリウスやマルクス・アンナエウス・ルカヌス、ホラティウス、オウィディウスから文体の探求の過程によりラテン文学の教養を身に付け、マルクス・トゥッリウス・キケロやルキウス・アンナエウス・セネカからは倫理学を学んだ。そしてダンテはフィレンツェの詩人でダンテの友人であったグイド・カヴァルカンティから大きな感化を受け、「清新体」と呼ばれる詩風を創り上げた。
ダンテは修道院が経営するラテン語学校やラティーニから学んだ後にボローニャ大学に入学し、哲学や法律学、修辞学、天文学などを研究した。カヴァルカンティともボローニャ大学で知り合い、カヴァルカンティにより詩作する意欲をもらったとされる。

### ベアトリーチェ （Beatrice Portinari）

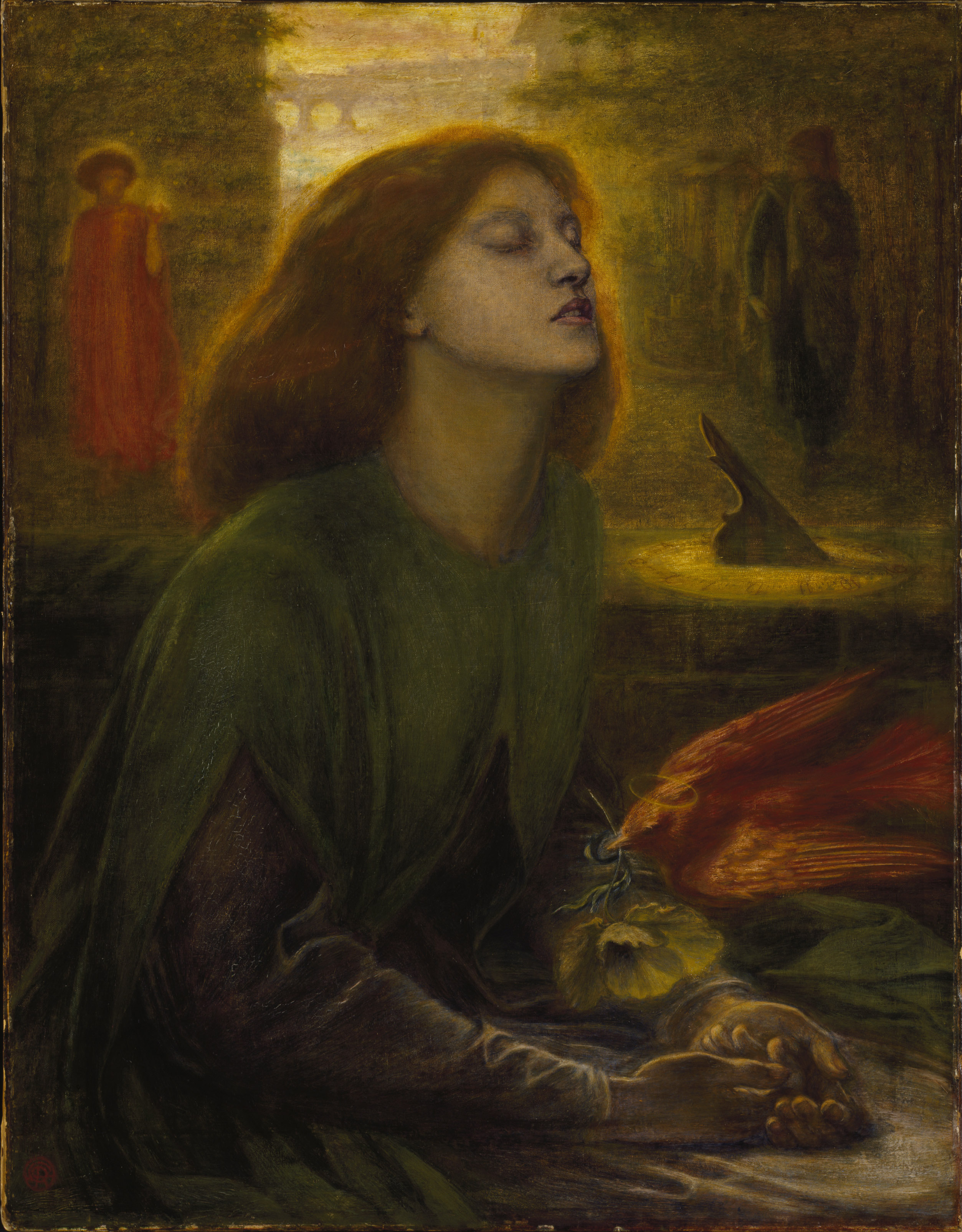
ベアトリーチェ

ダンテを代表する最初の詩文作品、『新生』によれば、1274年5月1日に催された春の祭りカレンディマッジョ（Calendimaggio）の中で、ダンテは同い年の少女ベアトリーチェ・ポルティナーリに出会い、魂を奪われるかのような感動を覚えたと言う。この時、ダンテは9歳であった。
それから9年の時を経て、共に18歳になったダンテとベアトリーチェは、サンタ・トリニタ橋のたもとで再会した。その時ベアトリーチェは会釈してすれ違ったのみで、一言の会話も交さなかったが、以来ダンテはベアトリーチェに熱病に冒されたように恋焦がれた。しかしこの恋心を他人に悟られないように、別の二人の女性に宛てて「とりとめのない詩数篇」を作る。その結果、ダンテの周囲には色々な風説が流れ、感情を害したベアトリーチェは挨拶すら拒むようになった。こうしてダンテは、深い失望のうちに時を過ごした。1285年頃に、ダンテは許婚のジェンマ・ドナーティと結婚した。
二人の間にさしたる交流もないまま、ベアトリーチェもある銀行家に嫁ぎ、数人の子供をもうけて1290年に24歳で病死した。彼女の死を知ったダンテは狂乱状態に陥り、キケロやボエティウスなどの古典を読み耽って心の痛手を癒そうとした。そして生涯をかけてベアトリーチェを詩の中に永遠の存在として賛美していくことを誓い、生前の彼女のことをうたった詩をまとめて『新生』を著した。その後、生涯をかけて『神曲』三篇を執筆し、この中でベアトリーチェを天国に坐して主人公ダンテを助ける永遠の淑女として描いた。

### フィレンツェ追放
13世紀当時の北部イタリアは、ローマ教皇庁の勢力と神聖ローマ帝国の勢力が対立し、各自治都市はグェルフィ党（教皇派）とギベリーニ党（皇帝派）に分かれて、反目しあっていた。フィレンツェはグェルフィ党に属しており、ダンテもグェルフィ党員としてフィレンツェの市政に参画していくようになった。1289年には、カンパルディーノの合戦にて両党の軍勢が覇権を争い、血みどろの戦いを繰り広げた。この時ダンテもグェルフィ党の騎兵隊の一員として参加している。その体験は『神曲』地獄篇第22歌の中に生かされており、凄まじい戦闘の光景が地獄の鬼と重ねられている。
グェルフィ党はこの合戦で辛くも勝利をおさめたが、内部対立から真っ二つに割れてしまった。教皇派の中でも、フィレンツェの自立政策を掲げる富裕市民層から成る「白党」と、教皇に強く結びつこうとする封建貴族支持の「黒党」に分裂、両党派が対立したのである。小貴族の家柄であるダンテは白党に所属し、のちに百人委員会などの要職に就くようになった。当初市政の政権を握ったのは白党で、1300年には白党の最高行政機関プリオラートを構成する三人の統領（プリオーレ）が選出され、ダンテもこの一人に任命された。
しかし、同時に黒党と白党の対立が激化して、その翌年、1301年には黒党が政変を起こして実権を握り、フィレンツェは黒党の勢力下となった。当時ダンテは教皇庁へ特使として派遣され、フィレンツェ市外にいたが、黒党の天下となったフィレンツェでは白党勢力に対する弾圧が始まり、幹部が追放された。ダンテも欠席裁判で教皇への叛逆や公金横領の罪に問われ、市外追放と罰金の刑を宣告された。ダンテはこの判決を不服として出頭命令に応じず、罰金を支払わなかったため、黒党から永久追放の宣告を受け、再びフィレンツェに足を踏み入れれば焚刑に処されることになった。こうしてダンテの長年にわたる流浪の生活が始まった。以来、ダンテは二度と故郷フィレンツェに足を踏み入れることはなかった。
政争に敗れてフィレンツェを追放されたダンテは、北イタリアの各都市を流浪し、政局の転変を画していた。その中で方針の違いから白党の同志とも袂を分かち、「一人一党」を掲げる。この体験はダンテにとって非常に辛いものであり、『神曲』中にも、「他人のパンのいかに苦いかを知るだろう」、と予言の形をとって記されている。ダンテの執筆活動はこの時から本格的に始まり、『神曲』や『饗宴』、『俗語論』、『帝政論』などを著していった。

### 神曲

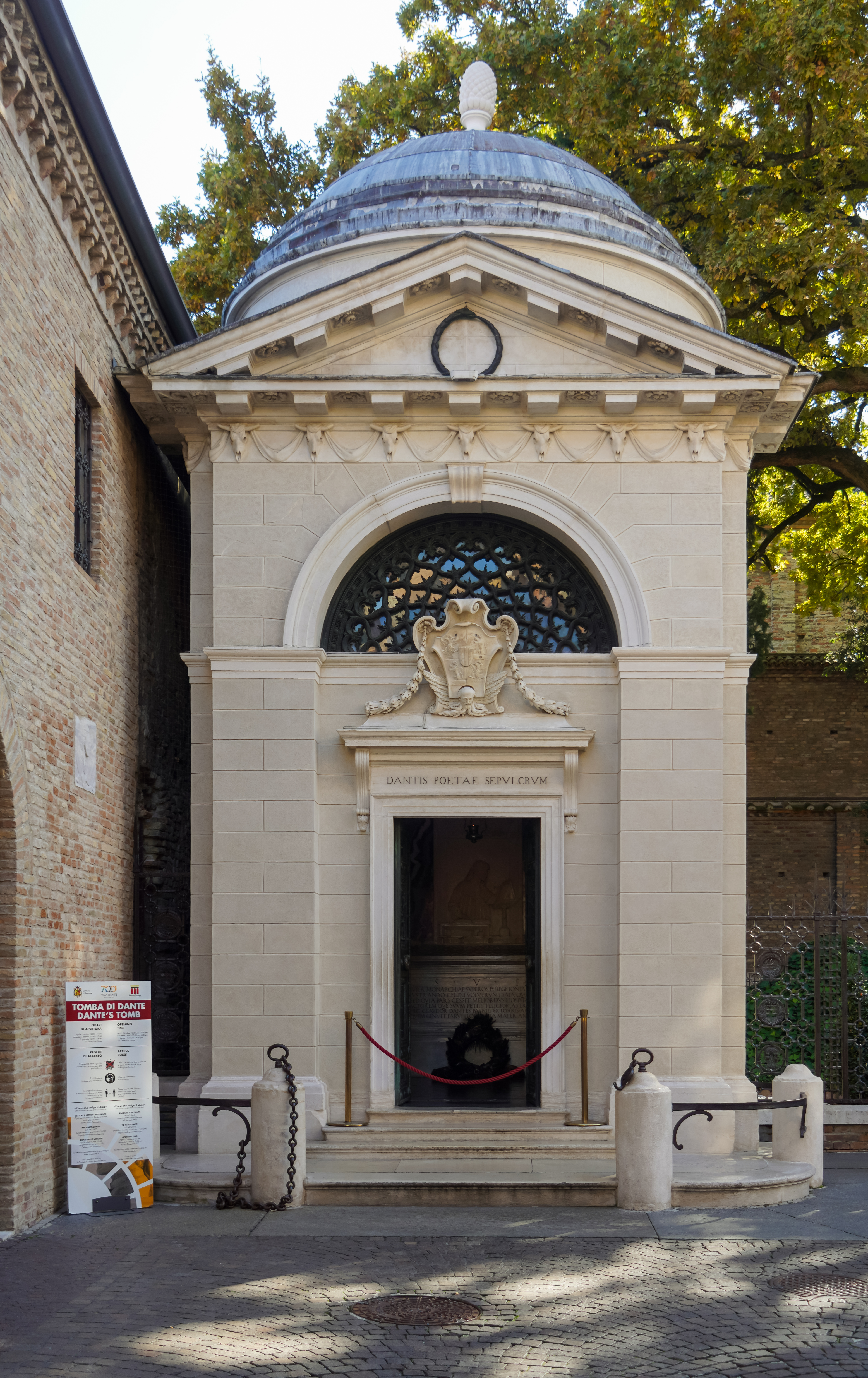
ダンテの墓(:it:Tomba di Dante)

ダンテが『神曲』三篇の執筆を始めたのは1307年頃で、各都市の間を孤独に流浪していた時期である。『神曲』においては、ベアトリーチェに対する神格化とすら言えるほどの崇敬な賛美と、自分を追放した黒党および腐敗したフィレンツェへの痛罵、そして理想の帝政理念、「三位一体」の神学までもが込められており、ダンテ自身の波乱に満ちた人生の過程と精神的成長をあらわしているとも言える。とくにダンテが幼少期に出会い、その後24歳にして夭逝したベアトリーチェを、『新生』につづいて『神曲』の中に更なる賛美をこめて永遠の淑女としてとどめたことから、ベアトリーチェの存在は文学史上に永遠に残ることになった。
『神曲』は地獄篇、煉獄篇と順次完成し、天国篇を書き始めたのは書簡から1316年頃と推定される。『神曲』が完成したのは死の直前1321年である。ダンテは1318年頃からラヴェンナの領主のもとに身を寄せ、ようやく安住の地を得た。ダンテはラヴェンナに子供を呼び寄せて暮らすようになり、そこで生涯をかけた『神曲』の執筆にとりかかる。そして1321年に『神曲』の全篇を完成させたが、その直後、外交使節として派遣されたヴェネツィアへの長旅の途上で罹患したマラリアがもとで、1321年9月13日から14日にかけての夜中に亡くなった。客死したダンテの墓は今もラヴェンナにあり、サン・フランチェスコ聖堂の近くに小さな霊廟が造られている。フィレンツェは数世紀に渡り、ラヴェンナにダンテの遺骨の返還を要求しているが、ラヴェンナはこれに応じていない。

### 死後
ダンテの名声は、生前は亡命地であるラヴェンナのみにとどまるものであったが、徐々にイタリア各地へと広がり、1340年には『神曲』の最初の注釈書が著され、1350年頃にはかつてダンテを追放したフィレンツェにおいても受け入れられるようになっていった。ジョヴァンニ・ボッカッチョはダンテの最初の賛美者の一人として知られており、1373年にはフィレンツェ市の招きに応じて世界初のダンテに関する講演会を行うなど、ダンテの再評価と普及に大きな役割を果たした。
しかしルネサンス期が終わって以降、イタリアにおいてダンテは久しく忘れ去られていたことはあまり知られていない。イタリアのロマン主義詩人アルフィエーリによれば、イタリアで『神曲』を読んだことのある人は30名もいないとしている。スタンダールによると1800年ごろ、ダンテは軽蔑されていたとまで記しているくらいである。
ゲーテもダンテ作品に親しんではいたものの、『イタリア紀行』においてダンテに言及することはほぼない。彼はダンテを偉大と認めつつも「ダンテの不快な、しばしば嫌悪すべき偉大さ」と否定的な評価をしばしば下している。フランスの古典主義の作家や批評家はダンテをほぼ黙殺しており、批評家サント-ブーヴや画家のドラクロワらのロマン主義の時代にようやく復権した。
イタリアでは統一運動とナショナリズムの高揚によって、ようやくダンテは注目されるようになり、1865年に行われた国主催のダンテ記念祭によって、現在のようなイタリア国民の最大の精神的代表者としての地位を得ることになった。

## 著作

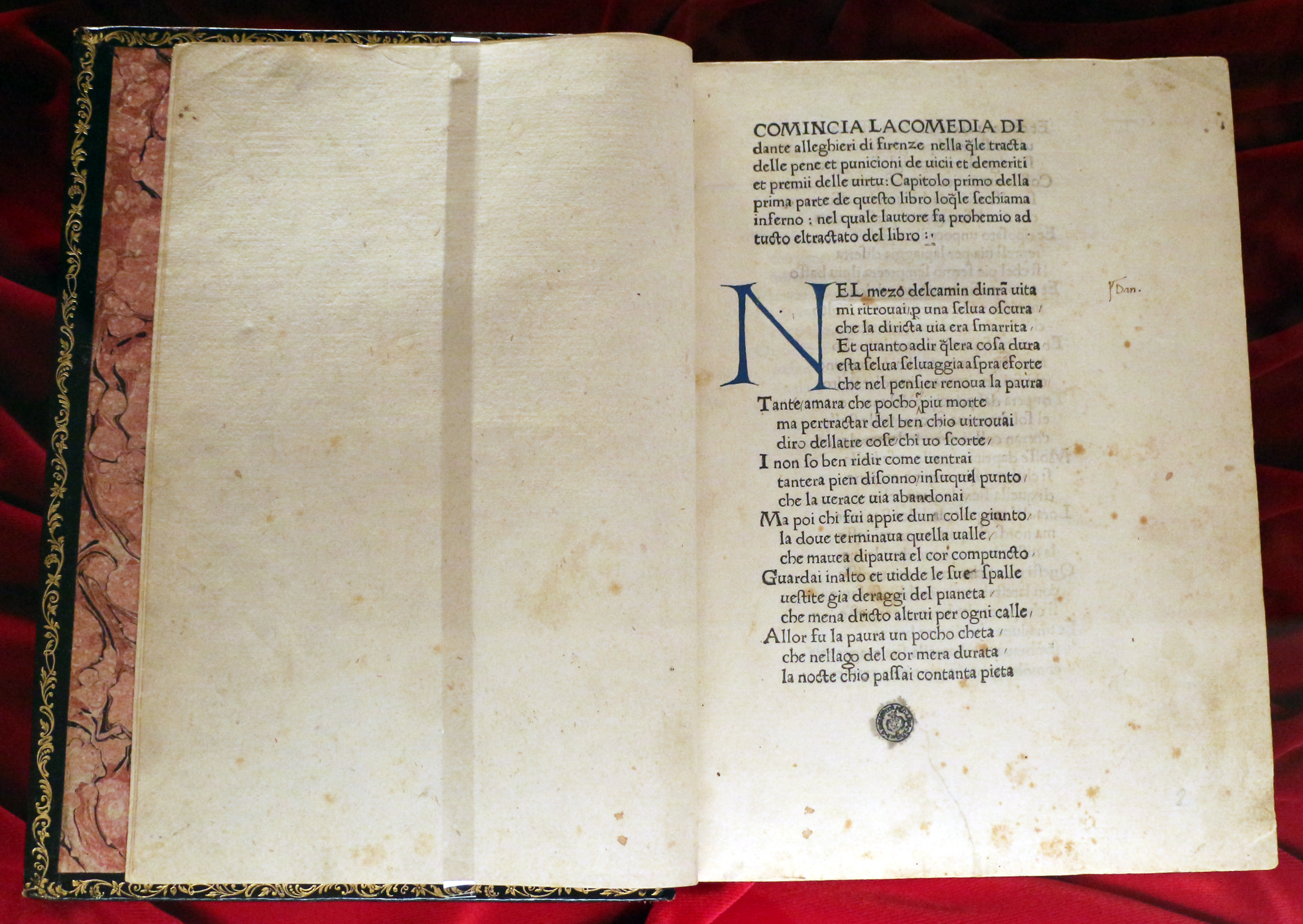
神曲の初版（1472年4月11日発行）

- 『新生』La Vita Nuova 1293年頃

ソネット25篇、カンツォーネ5篇、バッラータ1篇の合計31篇の詩（数え方には異同あり）から成る詩文集。ベアトリーチェの夭逝という悲報を聞いて惑乱したダンテが、生前のベアトリーチェを賛美した詩などをまとめたもの。
- 『神曲』La Divina Commedia 1307年頃 - 1321年

代表作の叙事詩。地獄篇、煉獄篇、天国篇の三部構成から成る。作者のダンテ自身は、生身のまま彼岸の世界を遍歴し、地獄・煉獄・天国の三界を巡るという内容である。
- 『饗宴』Il Convivio 1304年 - 1307年

序章と14篇のカンツォーネおよび注釈から成る全15巻の大作として構想されたが、第4巻で中断した。ダンテの倫理観が込められた「知識の饗宴」は、当時の百科全書として編まれたとされる。
- 『俗語論』De Vulgari Eloquentia 1304年 - 1307年

ダンテの母語イタリア語について考察したラテン語論文。言語問題を取り上げ、規範的な「文語」と流動的な「俗語」を区別した。イタリア語の方言の中から文語の高みにまで達しうるものを捜し求め、トスカナ地方の方言をその候補とする。
　黒田正利訳『世界大思想全集　哲学・文芸思想篇4』河出書房新社、1961（昭和36）年所収
- 『帝政論』De Monarchia 1310年 - 1313年?

全3巻。ダンテ自身の政治理念をあらわしたもので、皇帝の正義や宗教的権威の分離などについて説く。
　中山昌樹訳『ダンテ全集 第8巻』 新生堂、1925（大正14）年所収（国立国会図書館デジタルコレクション）
　黒田正利 訳『世界大思想全集　哲学・文芸思想篇4』河出書房新社、1961（昭和36）年所収
　小林公訳『帝政論』中公文庫、2019（平成30）年　

## その他

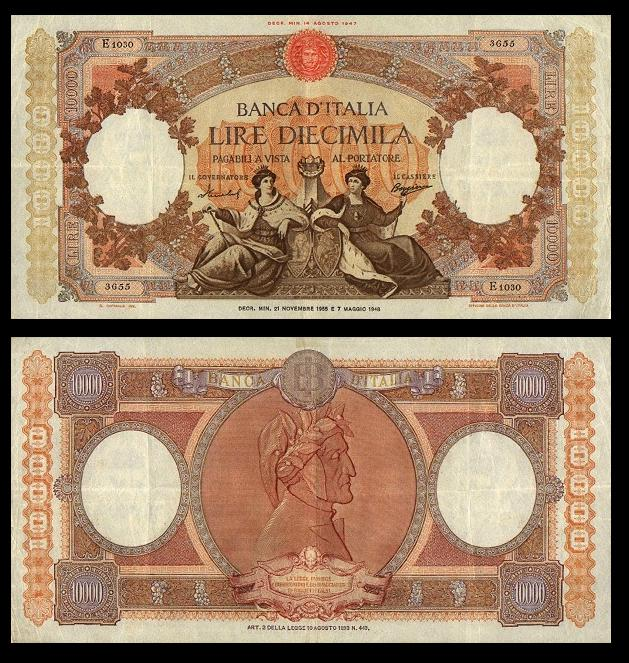
旧10000リレ紙幣（1948年 - 1963年）。裏面にダンテの肖像が描かれている。

- 現在フィレンツェにあるダンテの生家は観光用に建てられたもので、実際の家はフィレンツェを追放された後に破壊されているため現存していない。
- ダンテの家系は現在に至るも存続し、ワイン業「セレーゴ・アリギエーリ」を営んでいる。（参考：新聞記事）
- 1948年から1963年まで発行された10000イタリア・リレ（リラの複数形）紙幣の裏面に肖像が採用されていた。
- ダンテが用いたとされる「ダンテスカ」（ダンテ風の意）は、イタリアのルネッサンス期に用いられたX型の脚の折畳み椅子[13]。

## 旭江文庫
ダンテ研究家の大賀寿吉（1870～1937）が集めた約3000冊のダンテ関連の蔵書コレクションが京都大学付属図書館に寄贈されている。文庫名は大賀の号・旭江に由来する。大賀は岡山生まれで、武田製薬に勤務しながら、原書はもとより、新聞、雑誌の記事に至るまでダンテに関するあらゆるものを収集した。武田薬品の渉外顧問時代、欧米から貴重なダンテ関連書を店の費用で医薬品とともに輸入していたが、当主の5代目武田長兵衛は黙認していた。大賀はダンテ研究を通じて山川丙三郎や京大の教授陣のほか、ベネデット・クローチェやアーノルド・J・トインビーらとも交流があった。